# Augusto Chizzoli
Augusto Chizzoli (Gavardo, 5 gennaio 1943 – 4 settembre 1994) è stato un fumettista italiano attivo prevalentemente, per oltre venti anni, nel campo dei fumetti per adulti.

## Biografia
Durante gli anni settanta e ottanta realizzò numerosi albi di serie a fumetti per adulti pubblicati dalla Ediperiodici come Verità Segrete, Corna Vissute, Storie Blu, Storie Blu Special e Terror Blu. Collaborò anche con la Edifumetto alla serie Sbarre e al giornale satirico Quelli della Lega nei primi anni novanta. Durante la moda dei fumetti horror, nata a seguito del successo di Dylan Dog, realizzò nel 1994 per l'editore Fenix tutti i nove numeri della serie Dick Drago scritta da Giovanni Mandelli.